# Zeppelin Luftschifftechnik

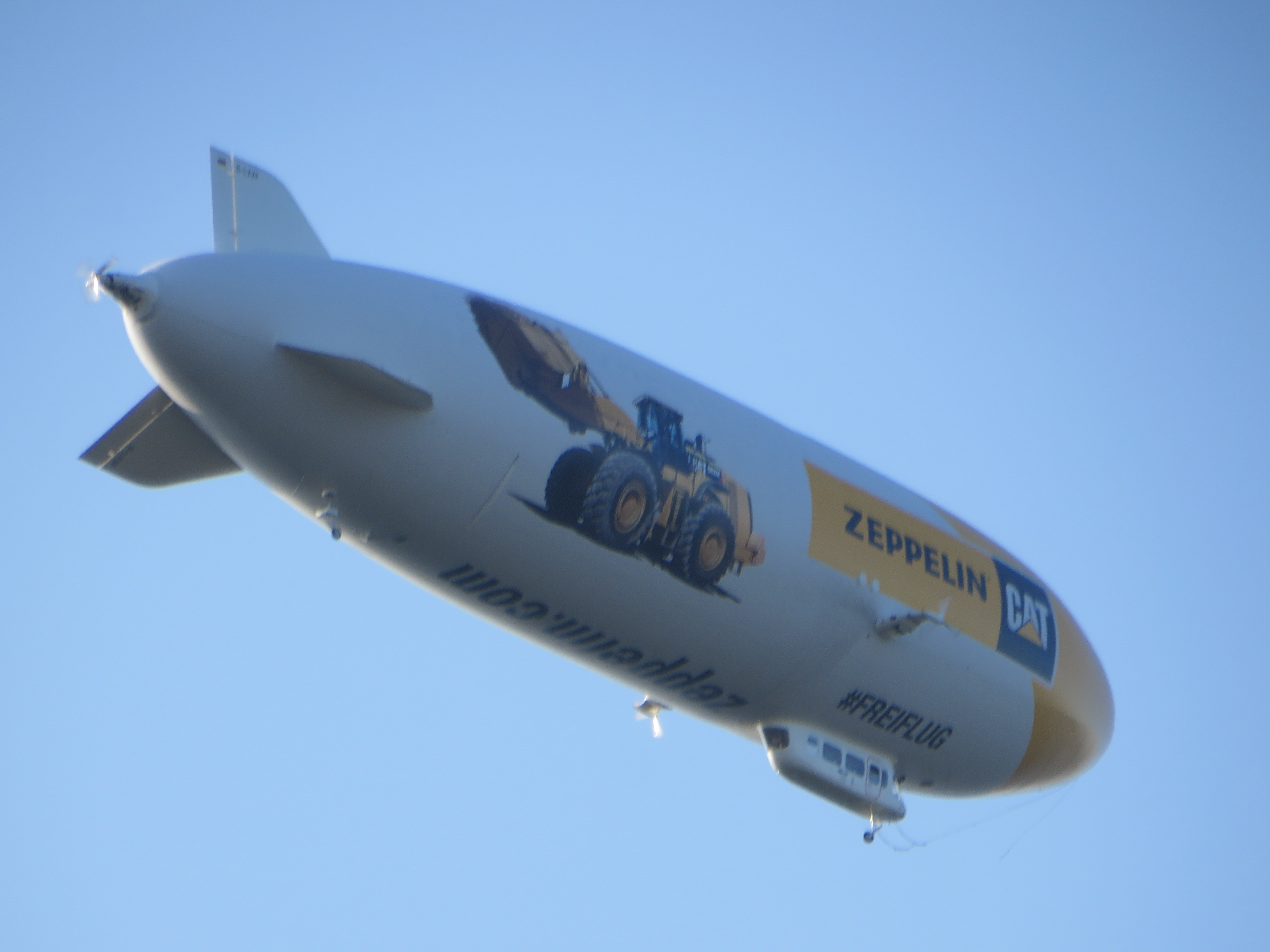
Zeppelin NT mit Werbebeklebung

Die Zeppelin Luftschifftechnik GmbH (heute: ZLT Zeppelin Luftschifftechnik GmbH & Co. KG) ist ein 1993 gegründetes Unternehmen, das Zeppelin NT entwickelt und herstellt. Zum Betrieb der Luftschiffe wurde 2001 die Deutsche Zeppelin-Reederei gegründet. Das Unternehmen sieht sich selbst in der Tradition der 1908 entstandenen Luftschiffbau Zeppelin GmbH. Anteilseigner sind die Luftschiffbau Zeppelin GmbH (51 %) und die ZF Friedrichshafen AG (49 %). Die Firma hat ihren Sitz in Friedrichshafen. Geschäftsführer ist Eckhard Breuer.

## Herstellung des Zeppelin NT

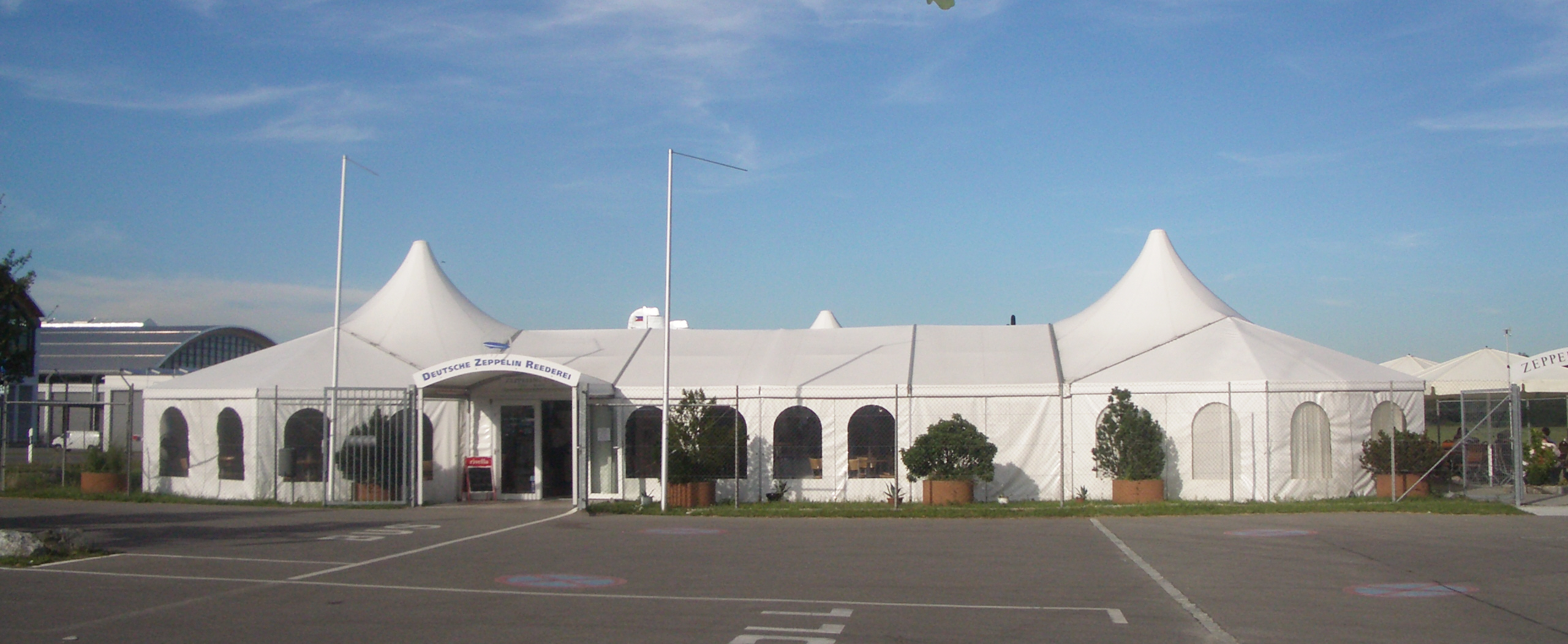
Das frühere Abfluggebäude der Deutschen Zeppelin-Reederei in Friedrichshafen bis 2008

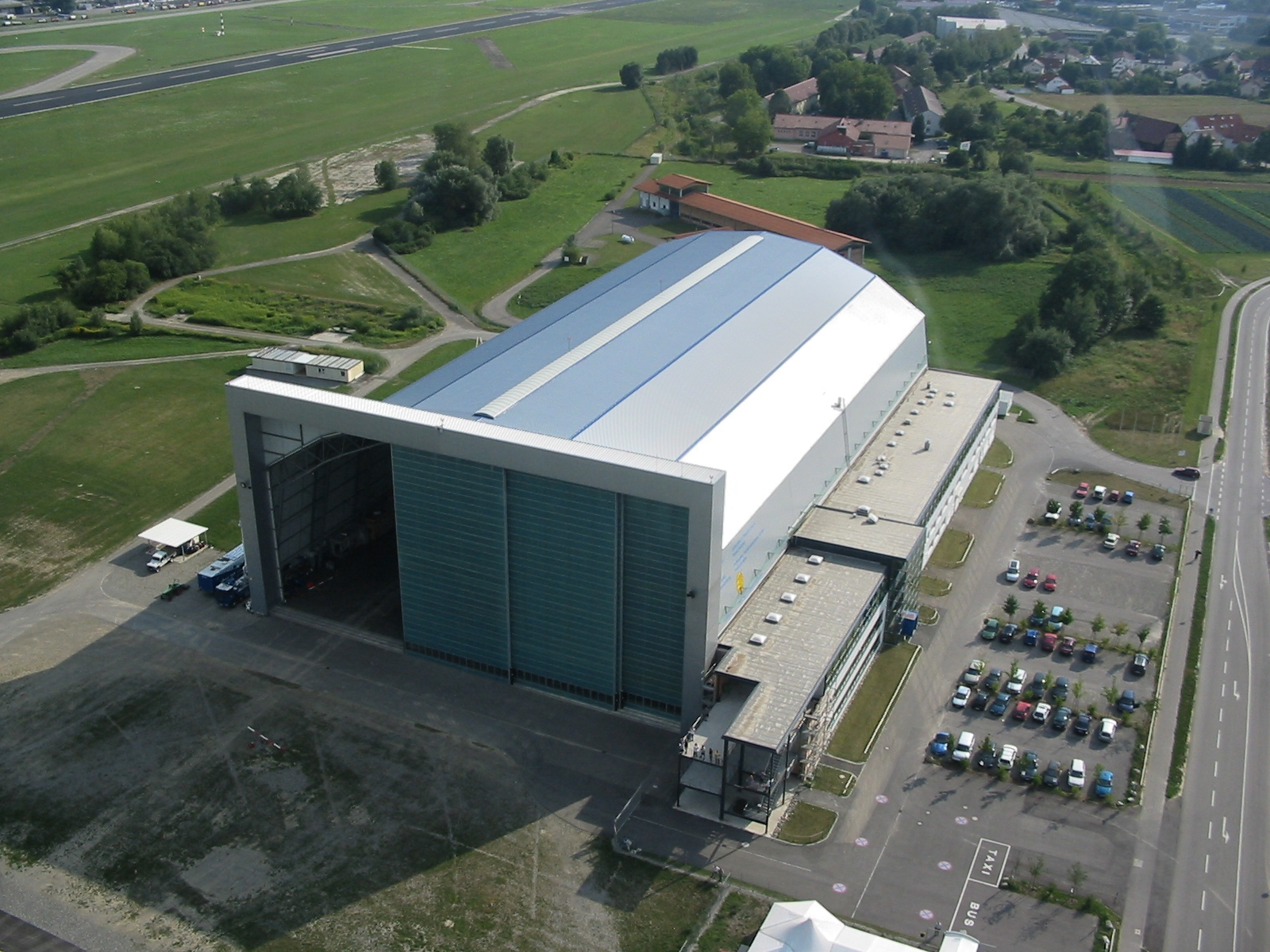
Der heutige Zeppelin-Hangar in Friedrichshafen

Zeppelin ist derzeit der Hersteller der größten Luftschiffe der Welt und der einzige europäische Anbieter für große bemannte Gasluftschiffe mit aktiver Produktion. Im Gegensatz zu vielen anderen großen Luftschiffprojekten in den 1990er Jahren und mit dem Rückhalt des Zeppelin-Konzerns gelang die Entwicklung und Markteinführung eines modernen Luftschiffs mit einer weltweit einzigartigen Konstruktionsweise in halbstarrer Ausführung mit innenliegendem Gerüst. Bis 2008 wurden vier Zeppeline NT fertiggestellt. Der Zeppelin NT ist 75 Meter lang, hat drei 
Triebwerke zu je 147 kW (ca. 200 PS), ist mit Helium gefüllt, fliegt mit bis zu 125 km/h und kann 12 bis 14 Passagiere befördern.

## Einsatz der Zeppeline NT
Der erste Zeppelin NT wurde 1997 fertiggestellt. Diese Luftschiffe werden vor allem für Rund- und Werbeflüge sowie für die Klimaforschung und unterschiedliche Wissenschaftskampagnen eingesetzt.
Ein Zeppelin konnte im Herbst 2005 bis Ende 2007 an De Beers für die Exploration von Diamantenvorkommen vermietet werden. Er wurde kurz vor dem Ende des Auftrages irreparabel beschädigt und danach demontiert.
Der zweite Prototyp konnte nach Japan verkauft werden.
Ein weiterer Prototyp wurde über den Hamburger Hafen an die Luftschiffgesellschaft Airship Ventures in San Francisco, Kalifornien, geliefert. Er wurde für Rundflüge in 400 Meter Höhe über Golden Gate Bridge, Alcatraz und Treasure Island eingesetzt. Im November 2012 stellte Airship Ventures den Betrieb wegen mangelnder Nachfrage in den USA ein.
Die Zeppelin Luftschifftechnik ist ein Gründungsgesellschafter der Zeppelin University.
Anfang 2011 gab Zeppelin bekannt, dass Goodyear drei Zeppelin NT bestellt habe, die die Werbeluftschiffflotte von Goodyear wieder verstärken und ältere Luftschiffe ersetzen sollen. Damit wurde auch eine lange Tradition der Zusammenarbeit zwischen Zeppelin und Goodyear wiederbelebt. Der erste Zeppelin Wingfoot One machte seinen Jungfernflug am 17. März 2014. Er ersetzt an der Wingfoot-Lake-Luftschiffbasis den Goodyear-Blimp Spirit of Goodyear vom Typ GZ-20A, der im Oktober 2013 seinen Dienst beendete.
Wingfoot Two wurde am 8. April 2016 im Wingfoot-Lage-Hangar der Öffentlichkeit vorgestellt.